# جوناثان غراديت
جوناثان غراديت (بالفرنسية: Jonathan Gradit)‏ هو لاعب كرة قدم فرنسي في مركز الدفاع، ولد في 24 نوفمبر 1992 في تلانس في فرنسا. لعب مع نادي تور ونادي كاين.

## وصلات خارجية
- جوناثان غراديت على موقع الاتحاد الأوربي (الإنجليزية)
- جوناثان غراديت على موقع قاعدة بيانات كرة القدم.إي يو (الإنجليزية)
- جوناثان غراديت على موقع ليكيب (الفرنسية)
- جوناثان غراديت على موقع Soccerway.com (الإنجليزية)
- جوناثان غراديت على موقع عالم كرة القدم.نت (الإنجليزية)